# (1371) Resi
(1371) Resi es el asteroide número 1371 perteneciente al cinturón exterior de asteroides. Fue descubierto por el astrónomo Karl Wilhelm Reinmuth  desde el observatorio de Heidelberg, el 31 de agosto de 1935. Su designación alternativa es 1935 QJ. Debe su nombre al  primo de la señora Schaub, que era un conocido del descubridor.